# Sensation

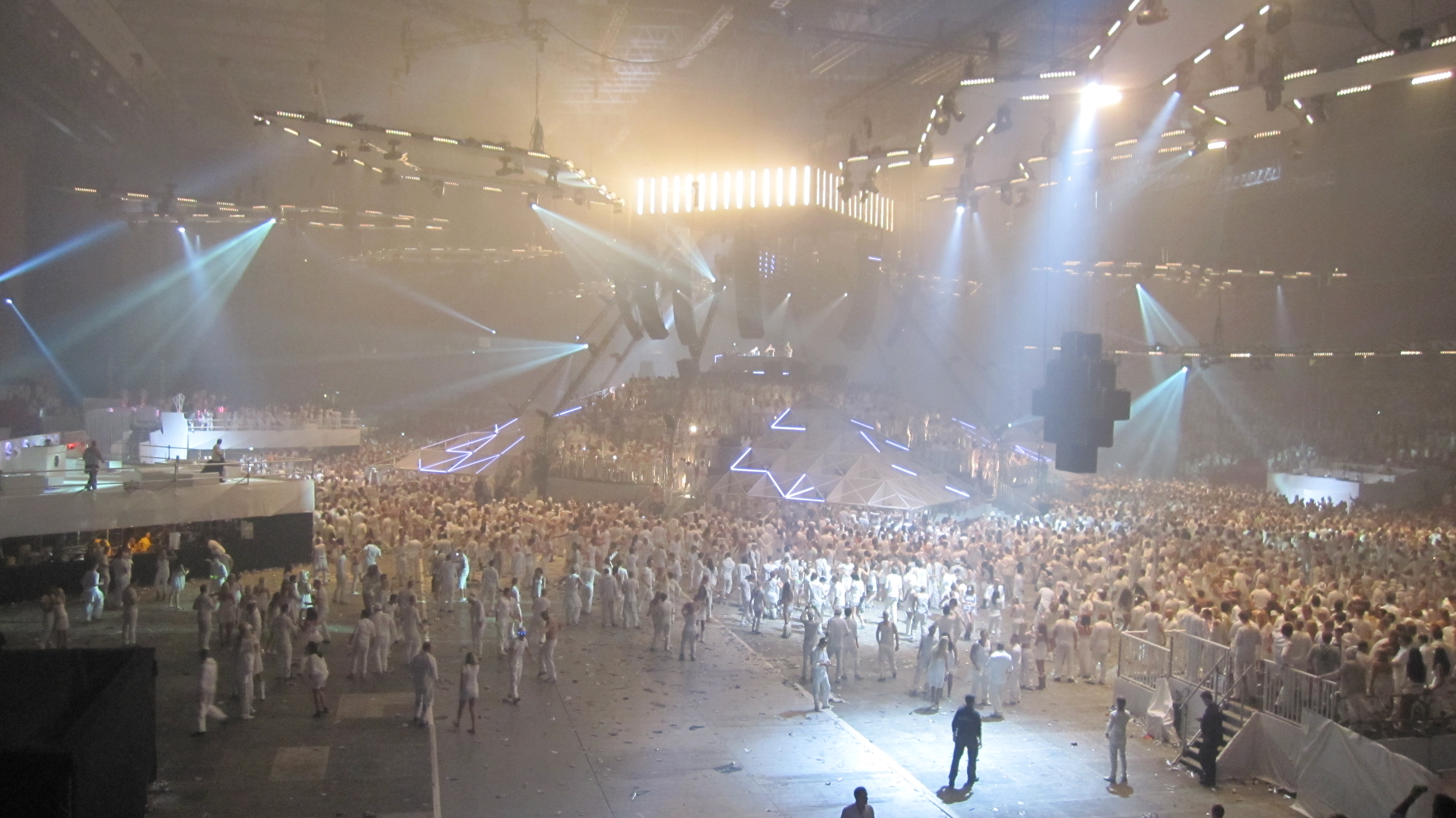
В 2010 году

Sensation — ежегодный фестиваль электронной музыки.
До 2005 года проходил исключительно в Нидерландах на стадионе «Амстердам Арена». Начиная с 2005 проходил как минимум один раз в Польше, Испании, Чили, Германии, Бельгии, Венгрии, Чехии, Латвии, России, Дании, Англии, Литве, Португалии, Бразилии, Швейцарии, Австрии, Австралии, Норвегии, Сербии, Украине, Румынии, Южной Корее, Таиланде, США, Тайване и Турции. В 2013 году Sensation впервые прошёл в Италии, Канаде и Южной Африке

## История
Основателями Sensation являются братья Майлс и Дункан Статтерхейм, которые славились своими небольшими, но креативными вечеринками в клубах Амстердама. Одна из таких вечеринок была объявлена ими белой. Этот эксперимент оказался более чем удачным, и слух об этих вечеринках расползся по всей Голландии. Через некоторое время Майлс погиб в автокатастрофе, молодого промоутера провожал весь город. На следующий год, чтобы отдать должное своему брату Майлсу, который помогал становлению ID&T до трагической автокатастрофы, Дункан Статтерхейм, директор Sensation, попросил всех посетителей прийти в белой одежде, как это было на похоронах Майлса. По сравнению с первым фестивалем, число посетителей удвоилось, и восемьдесят процентов из сорока тысяч людей откликнулись на эту просьбу, создав этим картину настолько поразительную, что белый дресс-код остается в силе по сей день.
Изначально в 2000 и 2001 годах проводился как одно событие, но затем разделился на два варианта: Sensation White и Sensation Black. Sensation White сфокусировался на стилях транс и хаус, а Sensation Black на более тяжелых, таких как хардстайл и хардкор-техно. Ежегодно выпускались два диска Sensation White, два диска Sensation Black и два сингла, называемых Гимнами. С 2007 года Sensation White официальных гимнов не имеет.
В июле 2002 года впервые прошёл фестиваль Sensation Black. В 2008 году фестиваль отбросил слово «Sensation», а в 2009 году и вовсе не проводился в Нидерландах. Бельгийский ивент Black 2009 года является премьерой, так как при его проведении были использованы декорации из темы «Wicked Wonderland»

## Sensation (бывший «Sensation White»)

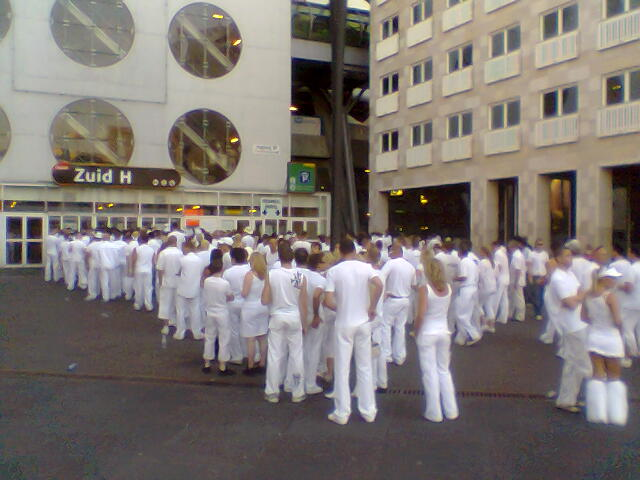
Зрители в белом

Изначально на Sensation игрался преимущественно транс и хаус, сейчас же там преимущественно только хаус и его поджанры. Зрителям необходимо одеться во всё белое, Амстердам Арена оформляется соответственно. Слоган фестиваля: «Будь частью ночи — оденься в белое». Фестиваль проводится ежегодно, в первую субботу июля.
В разные годы Sensation White был представлен такими диджеями как Андре Таннебергер, Армин ван Бюрен, Давид Гетта, Пол ван Дайк и Tiësto.
Фестиваль часто критиковался фанатами транса, которые считали, что представлено слишком много хаус и электро-хаус и слишком мало транс диджеев. Это было связано со снижением популярности транса, в результате чего в программу фестиваля были добавлены хаус и электро-хаус. Начиная с 2010 года Sensation и вовсе позиционирует себя уже только как хаус-фестиваль.

## Black (бывший «Sensation Black»)
Sensation Black проходил через неделю после Sensation White на той же Амстердам Арене. После переезда в Бельгию данный фестиваль стал проходить каждый год теперь уже в марте-апреле на Этиас Арене (Ethias Arena) в городе Хасселт. Поскольку White проводился для любителей хаус и транс стилей электронной музыки, организаторы Sensation Black, в свою очередь, фокусировали своё внимание на более тяжёлой танцевальной музыке — хард-трансе, хардстайле, техно и хардкоре.
На данный момент компания ID & T ведет поиск площадок для проведения шоу в других странах.

## Sensation в России
В России фестиваль Sensation проводился ежегодно с 2008 по 2014 годы в городе Санкт-Петербург на арене спортивно-концертного комплекса «Петербургский» и два года подряд в 2015—2016 годы в городе Москва на арене спортивного комплекса «Олимпийский». Все фестивали были проведены при поддержке Радио-Рекорд.
Sensation 2008 — первый в России фестиваль Sensation был проведен 06 июня 2008 года. Хеадлайнеры фестиваля: Dj Feel, Erick E, Fedde le Grand, Carl Cox и Ferry Corsten.
Sensation 2009 — состоялся 12 июня 2009 под слоганом «The Tree of Love» (Древо любви). Лай-ап на этот раз возглавили помимо прежних хеадлайнеров Dj Feel и Fedde le Grand ещё Tocadisco и Sander van Doorn.
Sensation 2010 — 12 июня 2010, слоган фестиваля «The ocean of white» (Океан белого). Лайн-ап: Jerome Isma-Ae, Avicii, Eric Prydz, Chuckie, Matisse & Sadko и Alexey Romeo.
Sensation 2011 — 18 июня 2011, слоган фестиваля «Celebrate Life» (Праздновать жизнь). Мероприятие прошло под девизом: «Жизнь — это праздник. Наслаждайтесь каждым мгновением так, будто оно последнее…» Лайн-ап: Mr. White, Matisse & Sadko & Alexey Romeo, Fedde le Grand, Joris Voorn & 2000 and One, Sebastian Ingrosso, Tocadisco.
Sensation 2012 — 11 июня 2012, слоган фестиваля «Innerspace» (Внутреннее пространство). В основе идеи мероприятия — духовный мир человека. «Позволь диджеям Sensation взять тебя за руку и провести через семь ступеней просветления».
Лайн-ап: Mr. White, Matisse & Sadko, Alexey Romeo, Axwell, Sander van Doorn, Daniel Sanchez & Juan Sanchez.
Sensation 2013 — 8 июня 2013, слоган фестиваля «Source of Light» (Источник света). Постановка шоу на этот раз посвящена единению. «Стань частью мира, в котором размываются все границы, ощути себя частью одного целого». Лайн-ап: Mr. White, Kaiserdisco, Mark Knigth, Sunnery James & Ryan Marciano, Pete Tong, Swanky Tunes.

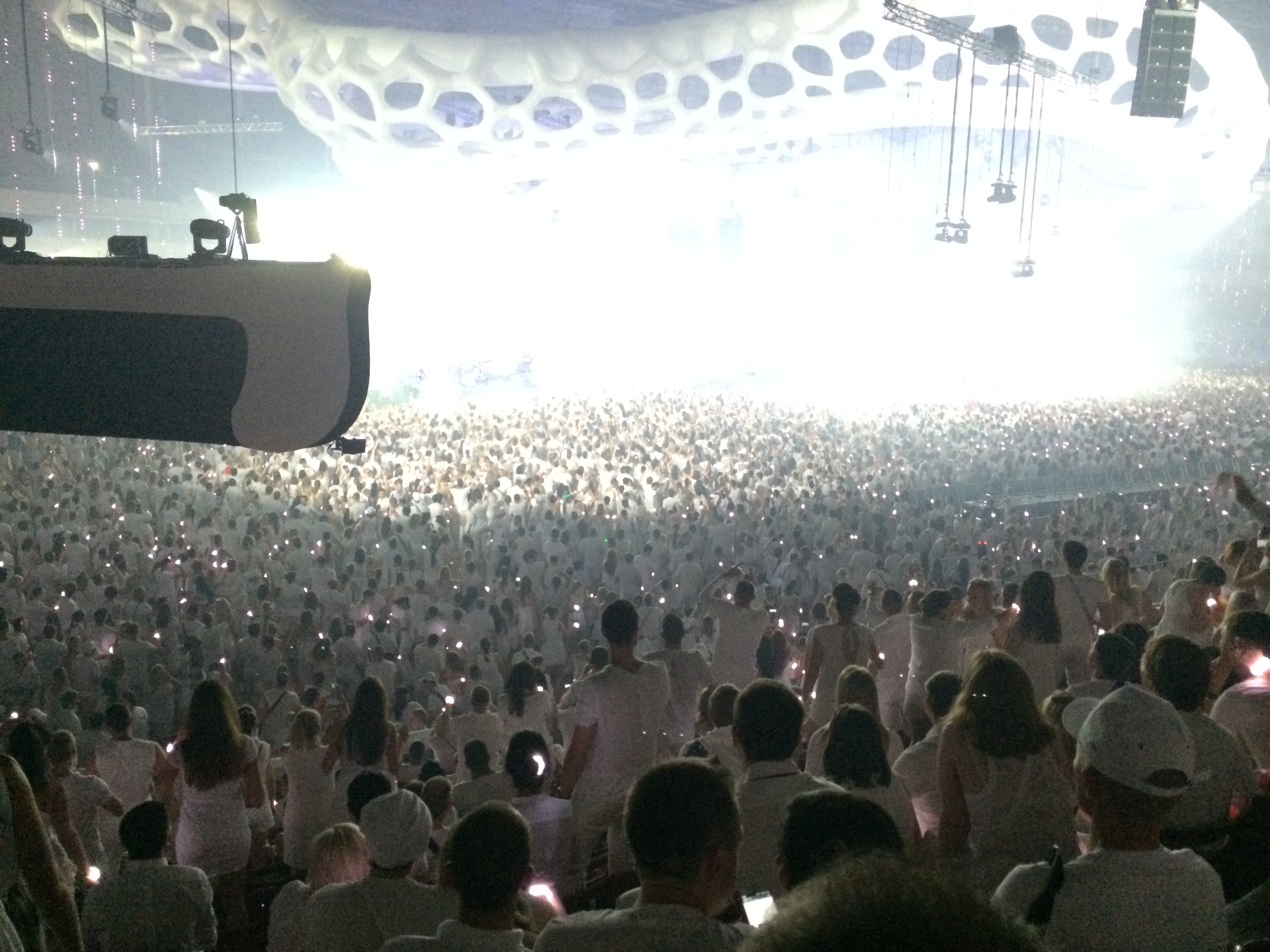
Sensation 2014: Into the wild

Sensation 2014 — 7 июня 2014, слоган фестиваля «Into the wild» (В дикой природе). Лайн-ап: Mr. White, Matisse & Sadko, Nicky Romero, Martin Garrix, Dyro, Sick Individuals «Этой ночью животные инстинкты возьмут верх, арена превратится в белые джунгли, ощути себя участником большой охоты, полной соблазнов». Концепция мероприятия построена на имитации охоты в джунглях, в связи с чем постановка перфоманса разделена на 5 частей согласно лайн-апа: «от поиска жертвы до празднования её поимки». Это последнее мероприятие под брендом Sensation, которое было проведено в Санкт-Петербурге.
Sensation 2015 — 12 июня 2015, слоган фестиваля «Wicked Wonderland» (Злая страна чудес). Постановка и декорации мероприятия связаны с мотивами приключений Алисы в Стране Чудес. «Мы заглянем в замочные скважины и откроем тайные двери, ведущие в удивительные миры, полные секретов и сюрпризов». Лайн-ап возглавили: Mark Knight, Borgeous, Chuckie и ставшие уже традиционными Mr. White и Dj Feel, Fedde le Grand.
Sensation 2016 — 18 июня 2016, слоган фестиваля «Welcome to the Pleasuredome» (Добро пожаловать в дом удовольствий). Лайн-ап: Mr. White, Lost Frequencies, Sunnery James & Ryan Marciano, Steve Angello, NERVO, Sander van Doorn.
В феврале 2017 организатор фестиваля «Sensation» компания ID&T официально объявила о закрытии проекта после чего в России фестиваль больше не проводился.
Благодаря интересу к подобным мероприятиям, Радио Рекорд продолжает делать White Party. Вечеринки, которые проходят каждый в различных городах в мае-июне. Их организует Record Booking.
16 Марта 2024 года на фестивале Колбасный Цех в Санкт-Петербурге генеральный продюсер «Радио Рекорд» Андрей Резников объявил о возвращении фестиваля в России. Был показан промо-ролик с нарезками прошлых фестивалей «Sensation». В конце промо-ролика появилась фраза: «Этой осенью Питер станет белым». Фестиваль планируется провести этой осенью.

## Гимны

### Sensation White
- 2002 — The Rush — The Anthem 2002 (White Edition)
- 2003 — Rank 1 (based on Wolfgang Amadeus Mozart) — The Anthem 2003
- 2004 — The Rush (based on Carl Orff) — The Anthem 2004
- 2005 — First & André — Widescreen (Belgium)
- 2005 — Armin van Buuren feat. Jan Vayne (based on Frédéric Chopin) — Serenity
- 2005 — Samuel Kindermann — Die Hymne White 2005 (Germany)
- 2006 — Fred Baker — Forever Friends (Belgium)
- 2006 — Sander Kleinenberg — This is Sensation
- 2006 — Moguai — I want, I need, I love (Germany)
- 2006 — Nitrous Oxide pres. Redmoon — Cumulus & F.L.A.M.E. — Sensation (Poland)
- 2007 — Ferry Corsten — Loud Electronic Sensation (Belgium)
- 2007 — TBA (Czech Republic)
- 2007 — TBA (Hungary)
- 2007 — TBA (Germany)
- 2007 — Announced: No anthem this year. (Poland)
- 2007 — TBA (Latvia)

### Sensation Black (c 2008 просто «Black»)
- 2002 — The Rush — The Anthem 2002 (Lady Dana Remix) (Black Edition)
- 2003 — Ricky Fobis — No Regular
- 2004 — Dj Luna — Mindspace
- 2005 — The Rush & Thalamus — Shock Your Senses
- 2007 — Dj Ghost — My Sensation Is Black (Belgium)
- 2008 — Showtek — Black 2008
- 2010 — Max Enforcer Feat. The Rush — Fade to Black
- 2011 — The Prophet — Pitch Black
- 2012 — The Prophet — The Reflection Of Your Dark Side